# Pokojný bojovník
Pokojný bojovník je americký hraný film natočený v roce 2006 režisérem Victorem Salvou. Je adaptací knihy Dana Millmana Cesta pokojného bojovníka.

## Děj
Dan je krásný, mladý a úspěšný gymnasta, jehož život vypadá, jakoby byl perfektní. Už dlouho se tvrdě připravuje na kvalifikaci na olympijské hry a bokem trénování mu vše jde, jak má: má hodně kamarádů, na každou noc jinou dívku atd. Avšak něco mu stále chybí a v noci mívá zlé sny. Jednoho večera se rozhodne trochu se proběhnout a na jedné benzínové stanici potká staršího muže, který ho zaujme tím, že nosí boty, které viděl ve snu. O chvíli později, když Dany již odcházel, se po něm ještě dvakrát ohlédne. Problém je v tom, že při prvním ohlédnutí stál muž na zemi a při druhém se najdou nacházel na střeše oné stanice. Od té chvíle Dany nemyslí téměř na nic jiného.
Hned příštího dne se vrací zpět na benzínovou stanici, aby se dozvěděl, jak se ten "stařec" mohl dostat během asi tří sekund tak vysoko. Tento záhadný muž, jemuž později dal přezdívku Sókratés, mu však prozradí mnoho jiných důležitých věcí a Dany si začne uvědomovat, že život tak jak se na něj díval do teď je pouze jeho iluze a že pokud chce opravdu žít, tak na to musí trochu jinak.
Po chvíli ale učením "Sókrata" přestane důvěřovat a vrací se k jeho dřívějšímu životu (pití po večerech, holky...). Nicméně, pak se stane něco, co Danyho opravdu donutí zamyslet se nad skutečnými hodnotami v životě...

## Obsazení
| Scott Mechlowicz | Dan Millman    |
| Nick Nolte       | Sókratés "Sok" |
| Amy Smart        | Joy            |
| Tim DeKay        | trenér Garrick |
| Paul Wesley      | Trevor         |